# Semi-Contact
El Semi Contact es una modalidad de la rama estadounidense del kick boxing. 
Los combates consisten en técnicas de golpeo con patadas y puños por encima de la cintura con las que se sumarán puntos. La principal diferencia con otras modalidades americanas como el full contact o el light contact es que cuando se consigue realizar una técnica el combate se detiene para asignar dicha puntuación al luchador(o luchadores) afectado.
Se realiza con protecciones tales como guantes, bucal, etc, en las que puede haber pequeñas diferencias dependiendo del campeonato y la federación que lo organiza.
El sistema de combate es por puntos con limitación de fuerza, por lo que no se busca el KO(como puede ser en otras modalidades del Kick boxing), llegando a poder ser descalificado el luchador que hace uno.
Se combate normalmente en tatami.

## Árbitros
Normalmente en un combate se encuentra un árbitro principal, dos en los laterales, y los jueces de mesa.
- Principal: está dentro del tatami se encargará de señalar los puntos y las penalizaciones, así como parar el combate o iniciarlo.

- Árbitros auxiliares: son dos, estarán fuera del tatami, en los laterales, y se encargarán de indicar al principal los posibles puntos que hayan podido ver, cosa que deberán indicar si ven cualquier técnica que lo indique.

- Jueces de mesa: se encontrarán enfrente del tatami controlando el tiempo, las puntuaciones y las posibles reclamaciones de los entrenadores que estén en la esquina.

## Puntuación
El ganador del combate se determina por el luchador que tenga más puntos. Estos puntos se determinan por las técnicas realizadas tales como patadas, barridos, etc.
Según la WAKO  el sistema de puntuaje es:
1 punto:
- Puñetazo.
- Patada al cuerpo.
- Barrido que obliga al oponente a tocar el suelo con alguna parte del cuerpo que no sea los pies.

2 puntos:
- Patada a la cabeza.
- Patada en salto al cuerpo.

3 puntos:
- Patada en salto a la cabeza.

## Penalizaciones
Las penalizaciones pueden ser por distintas razones en las dependiendo de la gravedad de la infracción se castigará al infractor de una manera u otra. 
Si se sale varias veces del tatami sin estar combatiendo activamente, se tomarán las siguientes medidas:
- 1ª salida del tatami: Se amonestará verbalmente al luchador.
- 2ª salida del tatami: Se amonestará verbalmente al luchador.
- 3ª salida del tatami: Se amonestará verbalmente al luchador y se le restará 1 punto.
- 4ª salida del tatami: Se amonestará verbalmente al luchador y se le restará 1 punto más.
- 5ª salida del tatami: Se descalificará al luchador.

Si se infringe una norma durante el combate se penalizará de la siguiente manera:
- 1ª regla infringida: Se amonestará verbalmente al luchador.
- 2ª regla infringida: Se amonestará verbalmente al luchador.
- 3ª regla infringida: Se amonestará verbalmente al luchador y se le restará 1 punto.
- 4ª regla infringida: Se amonestará verbalmente al luchador y se le restarán 2 puntos más.
- 5ª regla infringida: Se descalificará al luchador.

Algunas violaciones de las reglas pueden ser:
- Uso de técnicas ilegales.
- Evitar la lucha.
- Dar la espalda al combate.
- Quejarse de una decisión arbitral.
- Perder tiempo.
- Excesivas o efusivas indicaciones del entrenador.
- Entrenador entrando en el tatami.
- Dar golpes excesivamente fuertes.

En algunos casos un luchador puede ser descalificado a pesar de ser su primera infracción, como por ejemplo si hace un ko no accidental a su rival.

## Equipamiento
La equipación puede variar dependiendo del campeonato, pero principalmente consta de:
- Casco (para proteger la cabeza).
- Camisa.
- Peto (para proteger toda la parte delantera del tronco) obligatorio hasta los 17 años.
- Vendas (no son obligatorias).
- Guantillas.
- Coquilla (para proteger la parte pélvica).
- Pantalón largo.
- Espinilleras (Protege la tibia). Puede estar unida al botín formando una única pieza.
- Botín (protege el empeine y talón, dejando la planta del pie al aire).

## Pesos
Como en otros deportes de contacto, los contrincantes se enlazan dependiendo de su peso, con motivo de que no haya ventaja entre dos rivales. Los pesos normalmente son:
- Mosca hasta 54 kg.
- Pluma hasta 58 kg.
- Ligero hasta 62 kg.
- Superligero hasta 66 kg.
- Wélter hasta 69 kg.
- Super Wélter hasta 72 kg.
- Medio hasta 76 kg.
- Súper medio hasta 79 kg.
- Semipesado hasta 82 kg.
- Crucero hasta 85 kg.
- Pesado hasta 88 kg.
- Superpesado más de 91 kg.